# Austrheim
Austrheim es un municipio de la provincia de Hordaland, Noruega. Tiene una población de 2856 habitantes según el censo de 2015 y su centro administrativo es la localidad de Årås. La zona industrial de Mongstad está entre los municipios de Austrheim y Lindås. La zona terrestre más occidental de Noruega está en Vardetangen.

## Evolución administrativa
El municipio ha sufrido algunos cambios a lo largo de su historia, los cuales son:
| Año  | Cambio territorial                                                                 | Población | Variación |
| ---- | ---------------------------------------------------------------------------------- | --------- | --------- |
| 1910 | Austrheim se separa de Lindås                                                      | 2518      |           |
| 1947 | Las islas al oeste del Fedjefjorden son separadas para crear el municipio de Fedje |           | -920      |
| 1964 | El área de Straume en Radøy es cedida para la creación del municipio de Radøy      |           | -56       |

## Etimología
El municipio es el nombre de la granja Austrheim, ya que la primera iglesia fue construida allí. El primer elemento es austr, que significa «este» y el último elemento es heimr, que significa «granja», «familiar». Hasta 1889, el nombre fue escrito Østereim.

## Escudo de armas
El escudo de armas es de 1989. Los tres arcos representan los muchos puentes que se encuentran en el municipio.

## Economía

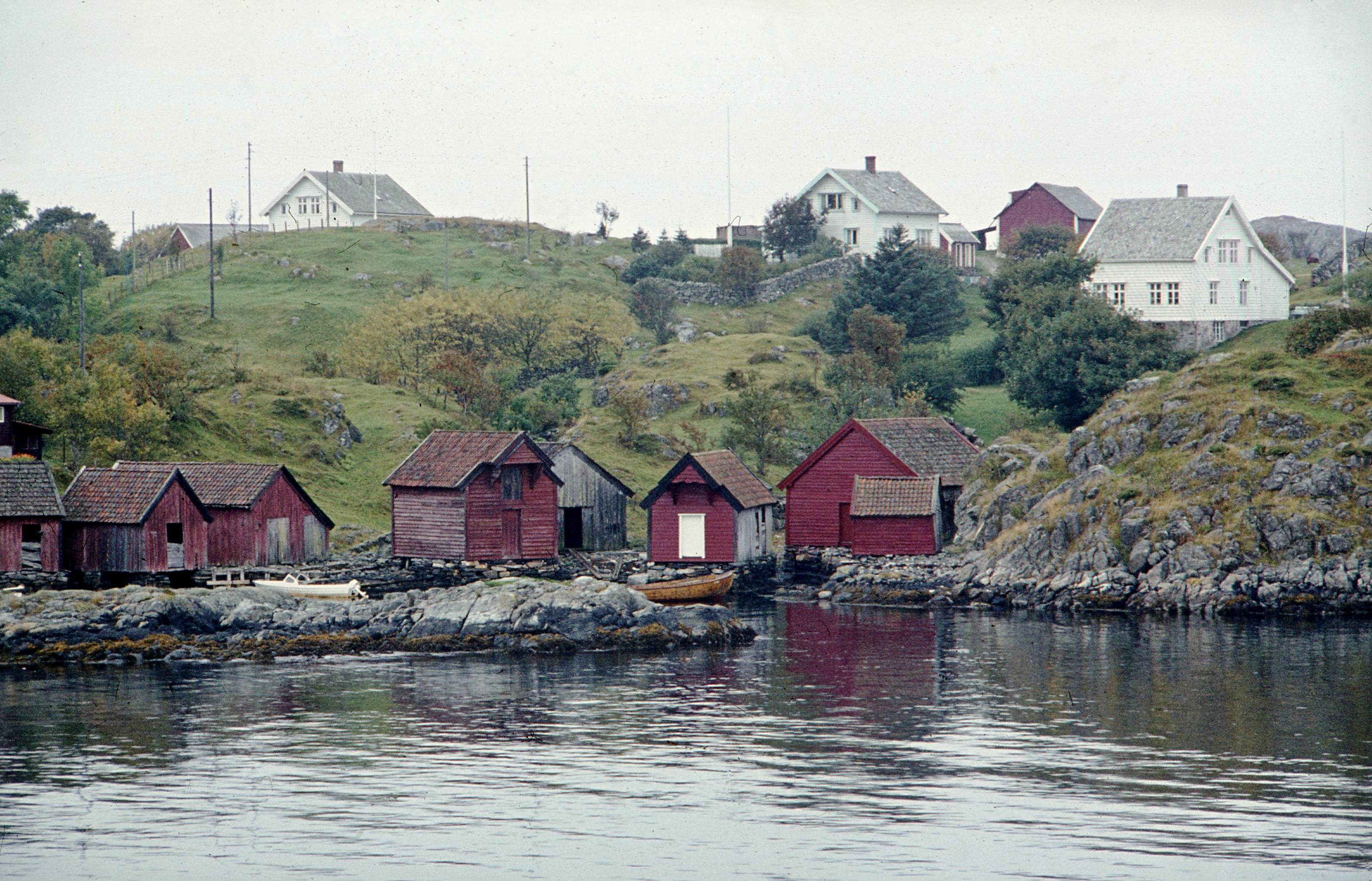
Casas en una zona pesquera de Austrheim

El complejo industrial de Mongstad es el puerto más grande de petróleo y refinería en Noruega, responsable de aproximadamente el 70 % del total de volumen.

## Geografía

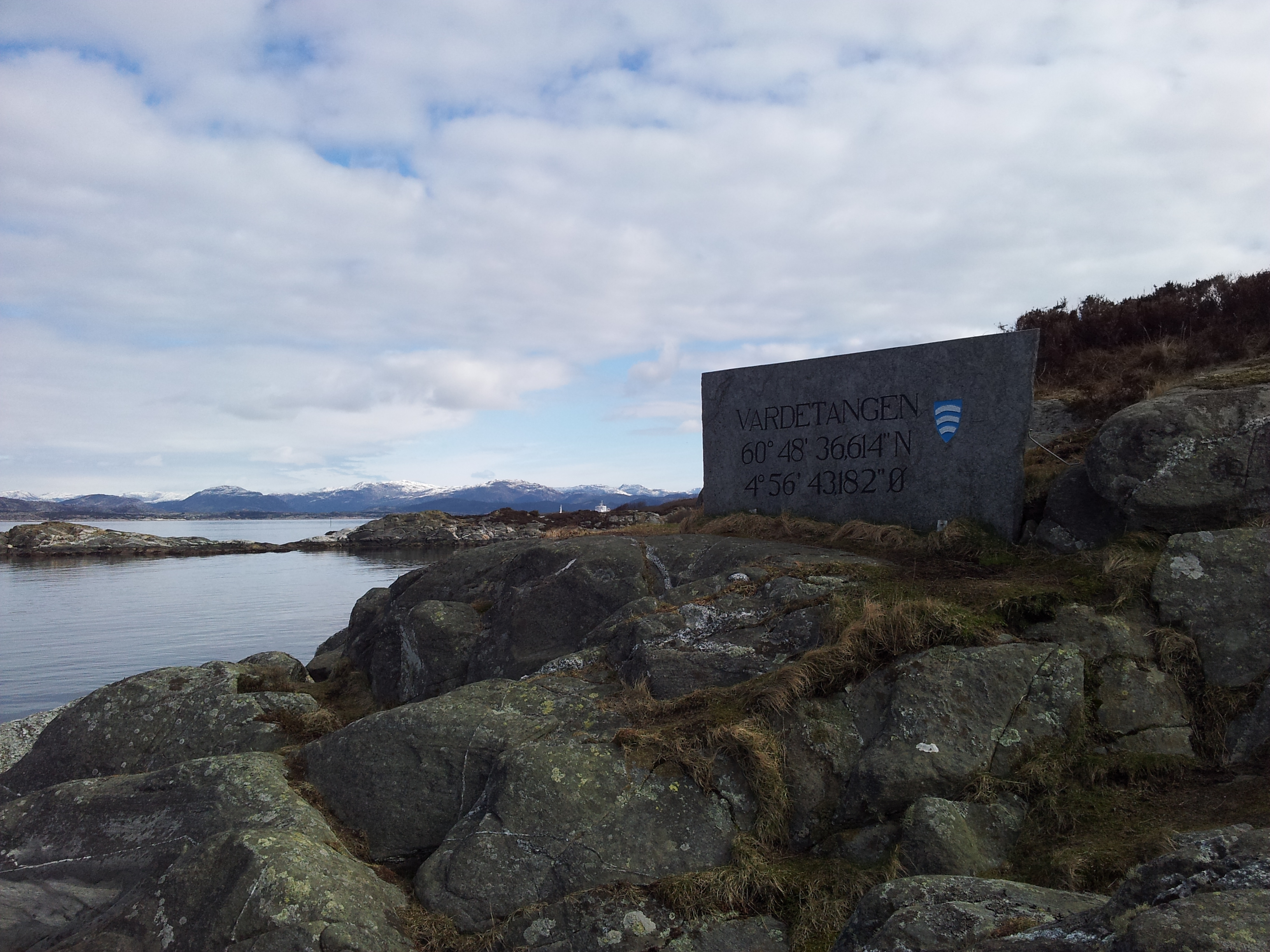
Vardetangen

Austrheim es una isla y municipio del distrito tradicional de Midhordland, provincia de Hordaland. Se ubica al sur del Fensfjorden, al este del Fedjefjorden, al norte de la isla de Radøy y al oeste de la península de Lindås. El municipio abarca la punta noroeste de la península y las islas circundantes. La isla más grande de todas es Fosnøyna.
El municipio de Gulen está al norte, Fedje al oeste, Radøy al suroeste y Lindås al sudeste.

## Gobierno
El municipio se encarga de la educación primaria, asistencia sanitaria, atención a la tercera edad, desempleo, servicios sociales, desarrollo económico, y mantención de caminos locales.

### Concejo municipal
El concejo municipal (Kommunestyre) tiene 17 representantes que son elegidos cada 4 años y estos eligen a un alcalde. Estos son:

#### Austrheim Kommunestyre 2011–2015
| Partido                     | Número de representantes |
| --------------------------- | ------------------------ |
| Partido Laborista           | 6                        |
| Partido del Progreso        | 1                        |
| Høyre                       | 5                        |
| Partido Demócrata Cristiano | 2                        |
| Partido de Centro           | 1                        |
| Venstre                     | 2                        |